# Katsuji Fukuda
Pour les articles homonymes, voir Fukuda.
Katsuji Fukuda (福田 勝治, Fukuda Katsuji) (17 janvier 1899-26 décembre 1991) est un photographe japonais connu pour ses photographies de natures mortes et de nus, ainsi qu'un auteur de livres pratiques sur la photographie.

## Biographie
Né le 11 janvier 1899 à Nakanoseki (plus tard intégré dans la municipalité de Hōfu) dans la préfecture de Yamaguchi, au Japon, Katsuji Fukuda s'installe à Tokyo en 1920 et travaille chez Takachiho Seisakujo (ultérieurement rebaptisé Olympus) chez lequel il fabrique des thermomètres et développe un intérêt pour la photographie ce qui l'amène à acheter une « Vest Pocket » Kodak. Le séisme de 1923 de Kantō le contraint à quitter l'entreprise et à déménager dans la Région du Kansai.
Fukuda dirige sans succès un studio photographique à Sakai et Osaka. Il travaille ensuite en tant qu'assistant de rédaction pour le magazine Hakuyō de Hakuyō Fuchikami. Une photographie qu'il prend en 1925 et montrée dans une exposition (intitulée 日本写真美術展覧会 (Nihon Shashin Bijutsutenrankai) dans les grands magasins Daimaru d'Osaka et ailleurs, remporte le prix diamant de Ilford l'année suivante. Fukuda travaille ensuite comme photographe commercial à Sakai et Hiroshima.
Fukuda retourne à Tokyo en 1933, où, influencé par les courants modernistes européens (en particulier par Moholy-Nagy), il poursuit une carrière réussie en tant que photographe publicitaire (à part une année à Hōfu vers la fin de la guerre, Fukuda demeure à Tokyo le reste de sa vie). Une série de photographies dans Asahi Camera à partir de 1936 et comprenant des portraits de Setsuko Hara et Takako Irie est très populaire. L'année suivante, Fukuda en fait un livre sur la photographie de femmes qui est un succès de librairie.
Après la guerre, Fukuda publie des recueils d'études de nus et d'autres livres sur la technique photographique. Il s'essaye également à la couleur. La valeur qu'il accorde à l'expression de la beauté rend son travail démodé avec la vague réaliste de l'après-guerre menée par des photographes tels que Ken Domon et les tendances qui s'ensuivent. En 1974, il n'est même pas inclus parmi une centaine de photographes vivants présentés dans un supplément de Camera Mainichi. Il contribue toutefois à un volume (Shōka /Psaume) de la série populaire Sonorama Shashin Sensho en 1979.
Fukuda travaille jusqu'à un âge avancé. Il meurt le 26 décembre 1991. L'estimation de son œuvre augmente régulièrement et il figure souvent dans les anthologies des collections d'œuvres modernistes et du milieu du siècle. Une grande exposition de son travail se tient au musée préfectoral d'art de Yamaguchi en 1994.
Les photographies de Fukuda sont présentes dans les collections permanentes du musée d'art moderne de Tokyo, du musée d'art de Yokohama et du musée préfectoral d'art de Yamaguchi.

## Albums
- Genzō no jissai (現像の実際?), Asahi Camera Sōsha 14. Tokyo, Asahi Shinbunsha, 1937.
- Onna no utsushikata (女の寫し方?)[6] (Photokunst von Frauen), Tokyo, Ars, 1937.
- Haru no shashin-jutsu (春の写真術?), Tokyo, Ars, 1938.
- Watakushi no shashinshū: Sakuga no jissai (私の写真集：作画の実際?) (Meine Foto-bilder), Tokyo, Ars, 1938.
- Onna no utsushikata: zoku (女の寫し方：續?)[7]. Tokyo, Ars, 1939.
- Seibutsu shashin no tsukurikata (静物写真の作り方?), Ars Shashin Bunko 18, Tokyo, Ars, 1939.
- Ginza (銀座?), Tokyo, Genkōsha, 1941.
- Ushi kau shōgakkō (牛飼ふ小学校?), Tokyo, Genkōsha, 1941.
- Shuppatsu (出發?)[8], Tokyo, Kōgasō, 1942 (recueil de photographies de nature, de femmes, de natures mortes etc).
- Jingu Gaien (神宮外苑?), Tokyo, Nihon Shashin Kōgeisha, 1942.
- Rafu gotai (裸婦五態?), Tokyo, Ivuningusutā-sha, 1946.
- Onna no utsushikata (女の寫し方?)[6], Tokyo, Seiusha, 1947.
- Hana to rafu to (花と裸婦と?), Tokyo, Ivuningusutā-sha, 1947.
- Shashin geijutsu (写真芸術?), Tokyo, Kōgasō, 1949.
- Iro to hikari no geijutsu: Fukuda Katsuji tennenshoku shashin sakuhinshū (色と光の芸術：福田勝治天然色写真作品集?), Tokyo, Ondorisha, 1951.
- Mite wakaru shashin no utsushikata (見てわかる写真のうつし方?), Tokyo, Onodorisha, 1951.
- Watakushi-tachi no kimono (私たちのきもの?), Seikatsu Gurabia Sōsho, Tokyo, Ondorisha, 1951.
- Onna no utsushikata (女の写し方?), Tokyo, Ars, juillet 1955, numéro spécial de Camera.
- Kyōto (京都?), Tokyo, Iwasaki Shoten, 1958.
- Kamera no sekai (カメラの世界?), Zusetsu Bunko 32, Tokyo, Kaiseisha, 1957.
- Bi no tabiji (美の旅路?), Tokyo, Futsūsha, 1962.
- Shōka (頌歌?) (Psalm), Sonorama Shashin Sensho 19, Tokyo, Asahi Sonorama, 1979 (des photographies de femmes, de natures mortes du voyage en Italie en 1955 de Fukuda).
- Shashinka Fukuda Katsuji-ten: Kokō no modanisuto (写真家福田勝治展：孤高のモダニスト?) (Katsuji Fukuda), Yamaguchi, musée préfectoral d'art de Yamaguchi, 1994 (catalogue d'une exposition consacrée à l’œuvre de Fukuda).